# Deutscher Verband für Frauenstimmrecht

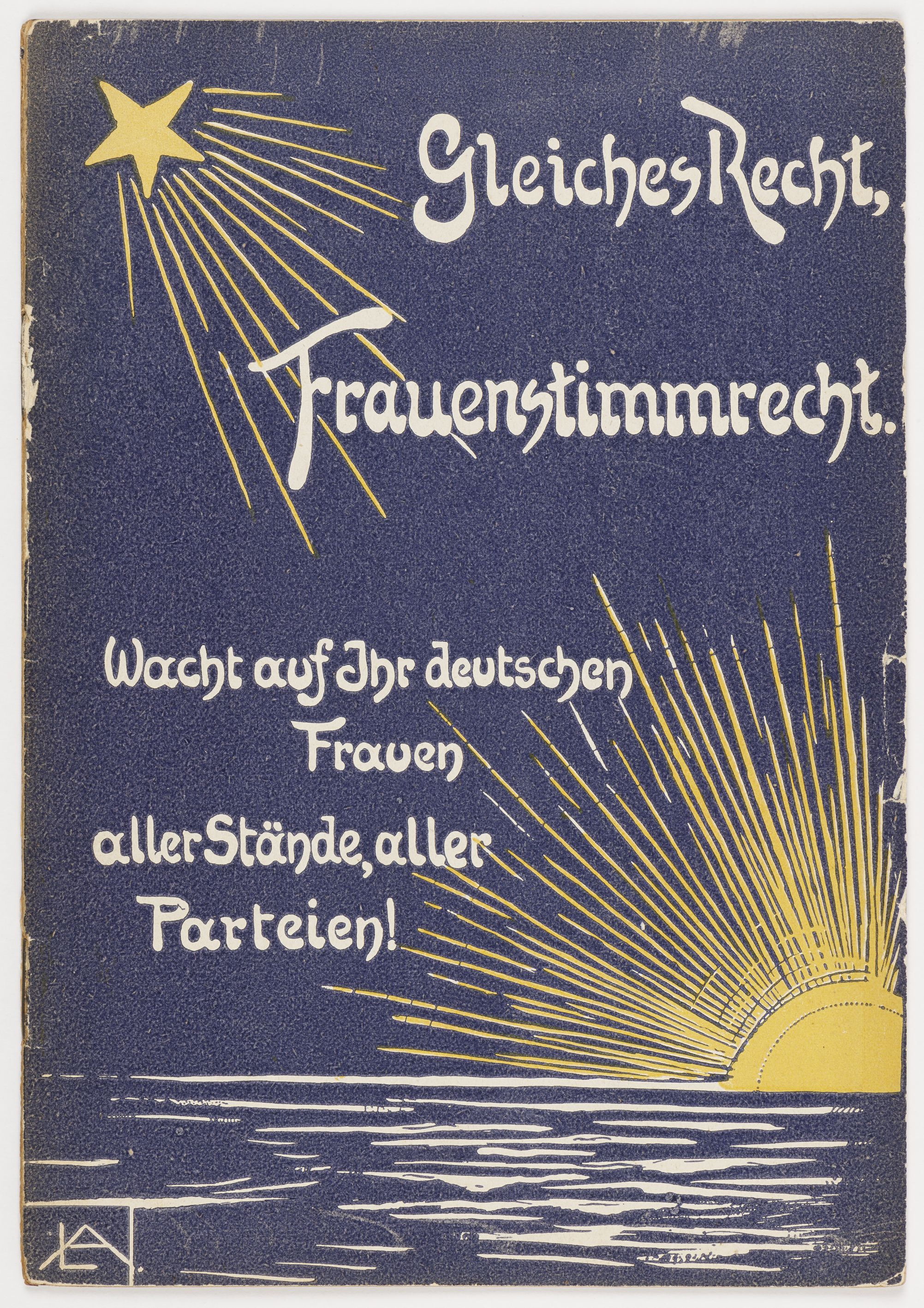
Broschüre Gleiches Recht, Frauenstimmrecht. Wacht auf Ihr deutschen Frauen aller Stände aller Parteien! (1907) des Verbands

Der Deutsche Verband für Frauenstimmrecht wurde am 1. Januar 1902 in Hamburg als Deutscher Verein für Frauenstimmrecht gegründet und 1904 in den Deutschen Verband für Frauenstimmrecht umgewandelt. Der Verband war der erste aus dem bürgerlich-radikalen Spektrum der Frauenrechtsbewegung, der sein Ziel vornehmlich in der Erlangung des aktiven und passiven Wahlrechts für Frauen sah und war der größte Dachverband der zersplitterten deutschen Frauenstimmrechtsbewegung. 1916 schlossen sich der Verband und die Deutsche Vereinigung für Frauenstimmrecht zum Deutschen Reichsverband für Frauenstimmrecht zusammen.

## Gründung
Der direkte Anlass für die Gründung war die Erste Internationale Frauenstimmrechtskonferenz, die im Februar 1902 in Washington D.C. stattfinden sollte. Da noch keine deutsche Organisation bestand, die die Forderung nach dem Frauenstimmrecht vertrat, konnten keine deutschen Delegierten entsandt werden. Neben Anita Augspurg und Lida Gustava Heymann, die Vorsitzende und Vize-Vorsitzende wurden, gehörten zu den Gründungsmitgliedern Minna Cauer, Charlotte Engel-Reimers, Agnes Hacker, Käthe Schirmacher, Helene Stöcker und Adelheid von Welczeck (insgesamt waren es 13). Weitere bekannte Frauenrechtlerinnen traten in den nächsten Monaten bei, darunter Marie Raschke, Anna Pappritz und Marie Stritt. Auch der Hamburger Frauenwohl-Verein trat geschlossen bei. Nach der Gründung konnte Augspurg im Namen des Vereins eine Grußadresse zur internationalen Frauenstimmrechtskonferenz telegraphieren.
Die Gründung des Vereins löste großes Interesse im Deutschen Kaiserreich aus, hatten doch Zeitschriften der deutschen Frauenbewegung schon über einen längeren Zeitraum über das schon durchgesetzte Frauenwahlrecht oder über Frauenstimmrechtsverbände in anderen Ländern Europas berichtet. Der Hamburger Verein gewann in kurzer Zeit viele Mitglieder und galt als Vorbild, lokale Ableger in anderen Ländern des Deutschen Reiches zu gründen, wo dies rechtlich möglich war. Schon im selben Jahr konnte ein großer Erfolg gefeiert werden, 35 Frauen konnten eine Audienz beim Reichskanzler Bernhard von Bülow erhalten, und dort ihre Forderungen vortragen. Im Vordergrund stand hier vor allem die Änderung des Vereinsgesetzes, welches politische Aktivitäten von Frauen in vielen deutschen Ländern verhinderte.
1904 nahm der Verein an der von Susan B. Anthony geführten Zweiten Internationalen Frauenstimmrechtskonferenz in Berlin teil und schloss sich dem dort gegründeten Weltbund für Frauenstimmrecht (engl.: International Alliance of Women), der internationalen Frauenbewegung, an. Der IWSA nahm nur nationale Dachverbände auf. Entsprechend wurde der deutsche Stimmrechtsverein nach der Konferenz in einen Verband namens Deutscher Verband für Frauenstimmrecht (mit Zweigvereinen und Ortsgruppen) umgewandelt.
Neben Publikationen, Vorträgen und zahlreichen Petitionen, die sich für das demokratische Stimmrecht für alle, besonders aber für Frauen, aussprachen, engagierten sich die Frauen als „Wahlhelferinnen“ bei Landtagswahlen als auch bei Stadtverordnetenwahlen, um diejenigen Kandidaten voranzubringen, die der Frauenstimmrechtsfrage positiv gegenüberstanden, und versuchten darüber hinaus, bürgerlich orientierte Parteien für ihre Sache zu interessieren. Neben der Freisinnigen Volkspartei und der Freisinnigen Vereinigung, die einzigen Parteien, bei der Frauen, allerdings nicht gleichberechtigte, Mitglieder werden konnten, blieb die SPD langfristig aber die einzige Partei, die bereit war, sich für das Frauenstimmrecht einzusetzen.

## Richtungsstreit ab 1907
Ab 1907 kam es im Verband zu einem Richtungsstreit dazu, wie man sich ohne parteipolitische Festlegung für das demokratische Wahlrecht einsetzen könnte. Für die Verbandsmitglieder bestand ein Konflikt zwischen der feministischen Forderung nach dem Frauenwahlrecht und anderweitigen politischen Überzeugungen. Dabei verlor der in den Anfangsjahren bestimmende linke, radikale Flügel der bürgerlichen Frauenbewegung immer mehr an Einfluss. In Reaktion auf den Vorwurf der Sozialdemokraten, sie seien die einzigen, die sich für das allgemeine und gleiche Wahlrecht einsetzten, präzisierte der Verband auf seiner zweiten Generalversammlung 1907, was er unter politischer Gleichberechtigung verstand. Die Klarstellung in § 3 der Verbandssatzung führte zu einer mehrjährigen Auseinandersetzung:

„Der Verband vertritt keine politische Partei, ebensowenig einer Partei oder Richtung innerhalb der Frauenbewegung. Der Verband erstrebt das allgemeine, gleiche, direkte und geheime Wahlrecht für beide Geschlechter zu den gesetzgebenden Körperschaften und den Organen der Selbstverwaltung.“

Dieser Paragraph enthielt für die damaligen Zeitgenossen einen Widerspruch, da das allgemeine und gleiche Wahlrecht für Männer nur von einem Teil des Parteienspektrums gefordert wurde, nämlich der Sozialdemokratie und der radikal-liberalen Demokratischen Vereinigung.
Der Richtungsstreit löste 1908/09 den Austritt des Kölner Mitgliedvereins und die Gründung weiterer Frauenstimmrechtsvereine aus, die jeweils für Männer und Frauen die gleichen Staatsbürgerrechte, aber kein bestimmtes Wahlrecht forderten, insbesondere nicht die Abschaffung des Drei-Klassen-Wahlrechts in Preußen. Diese Vereine schlossen sich schließlich zur Deutschen Vereinigung für Frauenstimmrecht zusammen.
1911 wurde die Satzung des Verbands umformuliert. Statt für beide Geschlechter wurde nun nur noch für Frauen das „allgemeine, gleiche, direkte und geheime, aktive sowie passive Wahlrecht“ gefordert. Die Richtungskämpfe führten zum Rücktritt von Augspurg und Heymann aus dem Vorstand, da sie nicht bereit waren mit der ebenfalls gewählten Marie Stritt zusammenzuarbeiten. Der Vorstand bestand nun aus Marie Stritt als Vorsitzende sowie Martha Zietz, Anna Lindemann, Maria Lischneska und Käthe Schirmacher und war damit stark national-liberal ausgerichtet. Auch die neue Formulierung war umstritten, doch da sich die Mitglieder auf keine weitere Änderung einigen konnten, blieb sie auch im Folgejahr in Kraft. Augspurg und Heymann, mehrere hundert weitere Mitglieder sowie zwei Provinzialvereine (Hamburg und Bayern) traten daraufhin aus dem Verband aus. 1913 gründeten Augspurg und Heymann den Deutschen Frauenstimmrechtsbund, der die ausgetretenen Vereine zusammenschloss. Es gab nun drei bürgerliche Frauenstimmrechtsvereine, was ein Jahr später von Minna Cauer so beschrieben wurde:

„Es ist nunmehr genügend Auswahl vorhanden, so daß jeder sein Feld sich aussuchen kann; das konservative, das gemäßigte und das demokratische. Rechnen müssen die Frauen also jetzt mit diesen drei Richtungen der bürgerlichen Frauenstimmrechtsbewegung in Deutschland.“

## Kartellversuch
Auf einen Vorschlag von Augspurg und Heymann hin vereinbarten 1914 der Deutsche Verband für Frauenstimmrecht, der Deutsche Frauenstimmrechtsbund und die Deutsche Vereinigung für Frauenstimmrecht ein Kartell, mit dem Ziel nach außen eine „geschlossene Front“ zu zeigen. Das Kartell sollte die Zusammenarbeit bei Demonstrationen, Petitionen und die Vertretung in der International Woman Suffrage Alliance erleichtern. Der gemeinsame Nenner war die Forderung nach dem Frauenwahlrecht, Details zur Ausgestaltung dieses Wahlrechts wurden nicht benannt.

## Zusammenschluss zum Deutschen Reichsverband für Frauenstimmrecht
1916 wurde das Kartell aufgegeben. Die gemäßigte und die konservative Stimmrechtsfraktionen hatten anders als die radikale eine gemeinsame Basis im nationalen und patriotischen Denken. So schlossen sich der Deutsche Verband für Frauenstimmrecht und die Deutsche Vereinigung für Frauenstimmrecht unter Führung Marie Stritts zum Deutschen Reichsverband für Frauenstimmrecht zusammen. Das Exekutivkomitee bestand aus Ida Dehmel, Li Fischer-Eckert und Illa Uth, die aus der Vereinigung kamen, und Rosa Kempf, Luise Koch, Alma Dzialoszynski und Emma Nägeli aus dem bisherigen Verband. § 3 in der Formulierung von 1911 wurde nun aufgegeben. Der Reichsverband vertrat ein beschränktes Frauenwahlrecht. Mehrere Mitgliedsverbände des bisherigen Verbandes traten daraufhin aus. Drei davon schlossen sich dem Frauenstimmrechtsbund an. Im neuen Verband hatten die Mitglieder des bisherigen Verbands zwar die Mehrheit, die Forderungen des neuen Verbands entsprachen aber eher dem der Frauenstimmrechts-Vereinigung, d. h. der Verband vertrat nun die konservative Richtung der Frauenbewegung.
Nachdem 1918 in Deutschland das Frauenwahlrecht eingeführt worden war, löste sich der Deutsche Reichsverband für Frauenstimmrecht 1919 auf.

## Vereinsstruktur und Mitgliederzahlen
Bis zu einer Satzungsänderung im Jahr 1904 waren nur Einzelmitgliedschaften möglich. Danach konnten auch korporative Mitglieder aufgenommen werden. Wo die preußischen Vereinsgesetze die formelle Gründung von Ortsgruppen unterband, baute der Verband ein Netz von Vertrauenspersonen auf, die die Verbindung zwischen dem Vorstand und den Einzelmitgliedern in den Städten herstellte.
Nach der Liberalisierung der Vereinsgesetze stieg die Mitgliederzahl, die bis dahin klein geblieben war, stark an (1907/08 knapp 2.500 Mitglieder in 7 Landes- und 19 Ortsvereinen, davon mehr als 200 Männer). Der Verband konnte seine bisherigen Unterorganisationen nun zudem in Landesverbände umwandeln. Ab 1911 gewann der Verband jedes Jahr um die 1000 Mitglieder hinzu. Kurz vor Ausbruch des Ersten Weltkriegs hatte er fast 10.000 Mitglieder. 1918 bestand der Reichsverband aus zehn Landesvereinen, elf Provinzialvereinen und 86 Ortsgruppen mit insgesamt ca. 10.000 Mitgliedern.

## Verbandsorgan

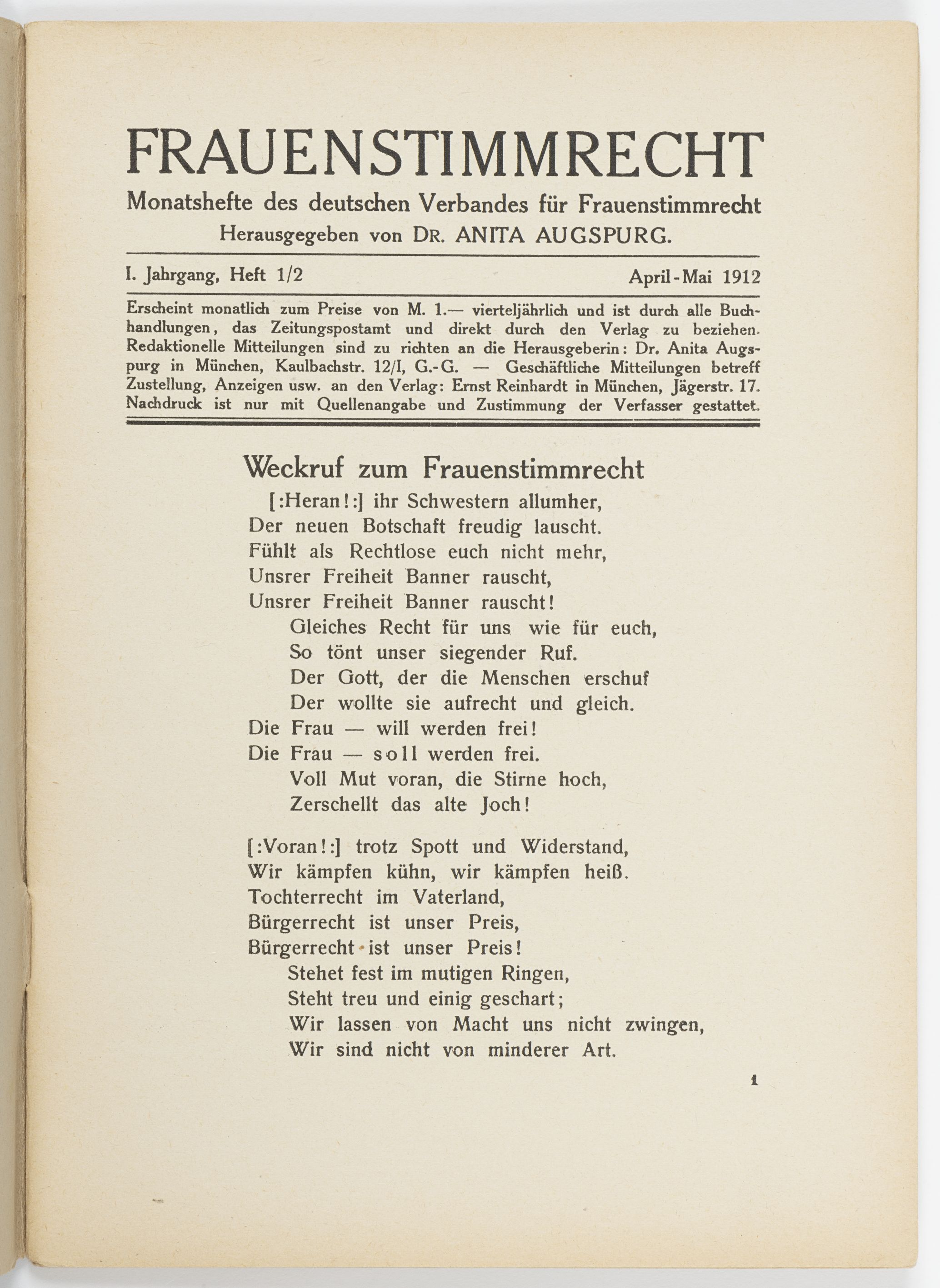
Erste Ausgabe der Zeitschrift Frauenstimmrecht von April/Mai 1912 mit Lied „Weckruf zum Frauenstimmrecht“, die zur Melodie der Marseillaise bei Versammlungen gesungen werden sollte.

Nach der Gründung wurde zunächst die von Minna Cauer bereits seit 1895 herausgegebene Zeitschrift Die Frauenbewegung das Vereinsorgan. Mit Verweis auf die partei-politische Neutralität wurde bei der zweiten Generalversammlung 1907 entschieden, dass die von Minna Cauer herausgegebene Zeitschrift Die Frauenbewegung nicht mehr das Verbandsorgan sein konnte, da sie die radikale Richtung der Frauenbewegung vertrete. Organ des Verbands wurde die neu gegründete Zeitschrift für Frauenstimmrecht, die sowohl als eigenständige Zeitschrift als auch monatliche Beilage der Zeitschrift Die Frauenbewegung erschien und von Anita Augspurg redigiert wurde. Das Motto der Zeitschrift war „Gerechtigkeit erhöht ein Volk“. Das Titelblatt zeigte eine allegorische Darstellung des Kampfes um das Stimmrecht, bei der vor der aufsteigenden Sonne eine Frauengestalt triumphierend eine zerrissene Kette in die Höhe hielt.
1912 wurde die Zeitschrift Frauenstimmrecht ins Leben gerufen, die wiederum von Augspurg herausgegeben wurde (die Beilage Zeitschrift für Frauenstimmrecht zu Die Frauenbewegung erschien weiterhin, nicht mehr als Verbandsorgan und nun redigiert von Minna Cauer). Bei der Eisenacher Generalversammlung 1913 wurde beschlossen, dass die Redaktion inhaltlich und formell im Einverständnis mit dem Verbandsvorstand zu erfolgen hätte. Daraufhin gab Augspurg die Redaktion ab, die nun Adele Schreiber übernahm. 1914 wurde die Zeitschrift in Die Staatsbürgerin umbenannt.